# Voci di terra lontana
Voci di terra lontana (The Songs of Distant Earth) è un romanzo di fantascienza del 1986 di Arthur C. Clarke, sviluppato dall'omonimo racconto del viaggio interstellare di esseri umani tramite una navicella carica di embrioni, partita dalla Terra nel tentativo di salvare la specie umana.
Il romanzo comincia con un'introduzione sui Thalassiani; Mirissa, un'attraente biologa marina, e il suo partner, mentre sono in barca vedono l'arrivo di una nave spaziale. È così che finisce la loro pacifica esistenza, con l'apparizione della Magellano, un'astronave proveniente dalla Terra che contiene un milione di persone ibernate.
Gli eventi che portarono la Terra a salvare la specie umana sono spiegati nel libro tramite flashback. Gli scienziati nel 1967 scoprirono che l'emissione di neutrini dal Sole, un risultato delle reazioni di fusione nucleare, erano molto minore di quella che avrebbe dovuto essere. Meno di un decennio dopo venne confermato che non era un errore degli strumenti. Il Sole stava per trasformarsi in una nova nel giro di 1600 anni (anno 3600).
La tecnologia era abbastanza avanzata da permettere diverse spedizioni di navicelle contenenti embrioni di esseri umani e di altri mammiferi, oltre a robot per crescerli, verso pianeti che erano considerati abitabili. La spedizione di esseri umani vivi non era stata nemmeno presa in considerazione poiché, essendo la velocità della luce un limite insuperabile e le distanze dei pianeti molto elevate, la durata del viaggio sarebbe stata comunque di secoli. Si era deciso quindi di inviare navi cariche di embrioni, dette navi inseminatrici, insieme ad un gruppo di robot che arrivato a destinazione si sarebbe occupato di preparare il territorio e allevare gli esseri umani 
Per velocizzare i viaggi gli scienziati tentarono di inventare un tipo di motore diverso, detto motore quantico, che sfruttasse le energie del vuoto, e che permettesse di viaggiare almeno ad una frazione della velocità della luce. Ma gli scienziati e i matematici provarono che l'invenzione del motore quantico era impossibile. Le navi inseminatrici continuarono a essere spedite attraverso l'Universo, e meno di un secolo prima che il Sole esplodesse in una nova venne scoperto un errore; nell'equazione: un meno era stato trasformato in un più, ciò avrebbe permesso quindi la costruzione del motore quantico. Il poco tempo rimanente permetteva la realizzazione di un'unica nave: la Magellano.
L'unica connessione di Thalassa con la Terra era una parabola che venne distrutta da un'eruzione vulcanica e mai più riparata. La Magellano si doveva fermare a Thalassa per sostituire lo scudo di ghiaccio che la proteggeva da polveri e meteoriti prima di ripartire per la propria destinazione, Sagan 2. Thalassa era la scelta più ovvia visto che era ricoperto al 95% da acqua.
Alcuni membri dell'equipaggio della Magellano scesi a terra decidono di ammutinarsi per restare sulla sicura Thalassa senza intraprendere il rischioso viaggio verso Sagan 2.
Il libro finisce con Mirissa che invia messaggi al proprio amato a bordo della Magellano, che quindi li potrà vedere solo alla fine del viaggio, 300 anni più tardi su Sagan 2, quando Mirissa e il figlio avuto da lei sono ormai polvere. L'ultima cosa che Mirissa vede prima di morire sarà la brillante luce nel cielo che il motore quantico della Magellano produce.
Il romanzo esplora le situazioni che si creano tra l'equipaggio terrestre della Magellano e gli abitanti di Thalassa, oltre all'amore che supera le distanze del tempo e dello spazio. Diversamente da altri lavori di Clarke questo si caratterizza per la personificazione e lo sviluppo delle emozioni, invece dei cambiamenti tecnologici. In un certo senso è stato scritto come risposta ai critici che definivano i suoi lavori come freddi ed impersonali.

## Aspetti scientifici
La storia cerca di spiegare il problema dei neutrini solari, che era insoluto quando il romanzo è stato scritto e che è stato risolto solo successivamente. La differenza di quantità di neutrini che raggiungono la Terra è dovuta al fatto che i neutrini, oltre ad avere massa, hanno la capacità di variare il proprio tipo. A quel tempo gli scienziati erano alla ricerca di un solo tipo di neutrino, ciò spiega la mancata rilevazione degli altri tipi.
Lavori sperimentali sulla sospensione criogenica sono tuttora in corse. Un esperimento sull'animazione sospesa ha dimostrato di indurre un breve stato simile all'ibernazione nei topi. Non è stato applicato a mammiferi di dimensioni maggiori.
L'energia del vuoto è un elemento controverso della fisica moderna, e il concetto è stato ripetutamente dirottato su teorie pseudoscientifiche. Nei ringraziamenti alla fine del libro, Clarke considerava l'utilizzo dell'energia del vuoto una tecnologia di propulsione scientificamente valida, ma altamente futuribile.
La logistica dei viaggi nello spazio a velocità simili a quella della luce è esplorata in dettaglio nel romanzo, anche se con alcuni errori per il bene della tensione drammatica. Il romanzo è notevole anche per la presenza di un ascensore spaziale. Nelle sue note di introduzione al romanzo, Clarke afferma che ha voluto che fosse un viaggio interstellare realistico, senza l'utilizzo di tecnologie che neghino o contestino i principi della fisica

## Influenza culturale successiva
Dal romanzo, Mike Oldfield ha tratto un disco omonimo, The Songs of Distant Earth, nel 1994.